# Daniel Delius (Journalist)
Daniel Delius ist ein deutscher Sportjournalist mit Schwerpunkt Galopprennsport und Verfasser von Fachbüchern.

## Werdegang
Delius studierte an der Westfälischen Wilhelms-Universität Münster die Fächer Philosophie, Neue Deutsche Literatur und Kommunikationswissenschaft, gefolgt von einem Volontariat bei der Zeitung Neue Westfälische. Ab 1980 war er beim Sport-Informations-Dienst beschäftigt, berichtete als Chefreporter unter anderem von Olympischen Spielen sowie Welt- und Europameisterschaften in mehreren Sportarten, darunter Fußball. Zu Delius’ Fachgebieten gehören neben dem Galopprennsport auch Eiskunstlauf und Golf.
Er wurde 1988 als freiberuflicher Journalist tätig, arbeitete in der Folge im Fernsehen (unter anderem für die ARD, N-TV und Sat.1), im Hörfunk sowie für Zeitungen, darunter die Frankfurter Allgemeine Zeitung, Die Welt, das Badische Tageblatt und die Rheinische Post. Ab 1992 war Delius einer der Moderatoren der auf Sat.1 ausgestrahlten Galopprennsportsendung Telewette.
Im Zeitraum 2000 bis 2007 war Delius Chefredakteur der Galoppsport-Fachzeitschrift Sport-Welt. 2006 veröffentlichte er das Buch 100 Jahre Verband Deutscher Amateur-Rennreiter und 2008 Die Geschichte der Waldrun. Ebenfalls 2008 gründete er das Galopprennsport- und Vollblutzucht-Fachmedium Turf Times. Des Weiteren ist Delius als Moderator von Galopprennsport-Veranstaltungen, Verfasser weiterer Veröffentlichungen zum Galopprennsport und als Versteigerungsleiter bei Pferdeauktionen tätig. Delius ist Pressesprecher des Dachverbands Deutscher Galopp und in den Rennsport ebenfalls als Besitzer und Züchter eingebunden.